# Pternistis
Pternistis är ett släkte med fåglar i familjen fasanfåglar inom ordningen hönsfåglar. Släktet omfattar ett drygt 20-tal arter som alla förekommer i Afrika:
- Kopjesporrhöna (P. hartlaubi)
- Rostbukig sporrhöna (P. nobilis)
- Kamerunsporrhöna (P. camerunensis)
- Etiopiensporrhöna (P. castaneicollis)
- Rostkronad sporrhöna (P. erckelii)
- Djiboutisporrhöna (P. ochropectus)
- Angolasporrhöna (P. swierstrai)
- Ahantasporrhöna (P. ahantensis)
- Gråstrimmig sporrhöna (P. griseostriatus)
- Kikuyusporrhöna (P. jacksoni)
- Kapsporrhöna (P. capensis)
- Rödnäbbad sporrhöna (P. adspersus)
- Natalsporrhöna (P. natalensis)
- Bergsporrhöna (P. hildebrandti)
- Marockansk sporrhöna (P. bicalcaratus)
- Gulnäbbad sporrhöna (P. icterorhynchus)
- Fjällig sporrhöna (P. squamatus)
- Abaysporrhöna (P. harwoodi)
- Sahelsporrhöna (P. clappertoni)
- Svartbent sporrhöna (P. swainsoni)
- Gulstrupig sporrhöna (P. leucoscepus)
- Victoriasporrhöna (P. rufopictus)
- Rödstrupig sporrhöna (P. afer)

Tidigare fördes alla frankoliner till ett och samma släkte, Francolinus. Ett flertal DNA-studier har senare visat att de inte är varandras närmaste släktingar och delas därför nu upp i fyra eller fem släkten: Francolinus i begränsad mening, Dendroperdix (inkluderas ibland i Francolinus), Scleroptila, Peliperdix och Pternistis. Arterna i de fyra första släktena står förhållandevis nära varandra och hör till en grupp fåglar där även djungelhöns (Gallus) och bambuhöns (Bambusicola) ingår. De i Pternistis å andra sidan är mer släkt med vaktlar (Coturnix), snöhöns (Tetraogallus) och hönsfåglarna i Alectoris. Även de svenska trivialnamnen på arterna i släktet har justerats från tidigare frankoliner till sporrhöns (från engelskans spurfowl) för att bättre återspegla släktskapet.